# 로버트 콜먼 리처드슨
로버트 콜먼 리처드슨(Robert Coleman Richardson, 1937년 6월 26일 ~ 2013년 2월 19일)은 극저온(밀리 켈빈)에서 헬륨-3를 연구하였던 미국의 실험 물리학자이다.
워싱턴 D.C.에서 태어나 버지니아 폴리테크닉 주립 대학교에서 1958년 학사, 1960년 석사 과정을 마쳤고, 1965년 듀크 대학교에서 박사 학위를 받았다. 1972년 당시 선임 연구원이었던 데이비드 리와 대학원생이었던 더글러스 D. 오셔로프와 코넬 대학교의 연구실에서 (Laboratory of Atomic and Solid State Physics) 헬륨-3에서 초유동성의 성질을 발견하였다.

1996년 리처드슨은 데이비드 리와 더글러스 D. 오셔로프와 노벨 물리학상을 공동 수상하였다.
그는 더 이상 연구실을 운영하지는 않지만 현재 코넬 대학교의 교수로 재직 중이고 핵자기 공명을 이용하여 극저온에서 액체와 고체의 양자 현상을 연구하는 실험에 집중해 왔다.
2013년 2월 19일에 심장마비 합병증으로 사망했다.

## 같이 보기
- 응집 물질 물리학